# 1201

## Esdeveniments
- Moviments municipalistes: elecció de cònsol a Fraga.[1]
- Un terratrèmol mata més d'un milió de persones a Egipte i a Síria.[2]
- Sverri es proclama rei de Noruega, posant fi a un llarg període d'anarquia.